# Арлеть (деревня)
Арлеть (удм. Арлеть) — деревня в Игринском районе Удмуртии России. Входит в состав Новозятцинского сельского поселения.

## Население
| 2007 | 2010 | 2012 |
| ---- | ---- | ---- |
| 38   | ↘14  | ↘9   |

## Улицы
- ул. Лесная,
- ул. Набережная,
- ул. Центральная.